# La Aldehuela (Zaragoza)
La Aldehuela es un despoblado aragonés situado en el término municipal de Balconchán. Es mencionado en textos medievales relativos a Orcajo, Balconchán y Santed que nos permiten diferenciarla de la Aldehuela de Tiestos, también en la antigua Comunidad de Daroca y actual comarca del Campo de Daroca.

## Geografía
Según Rafael Esteban Abad estaba entre Orcajo, Balconchán y Used. Autores actuales la sitúan cerca de Cerro de San Quílez en Balconchán.

## Historia
Fue quemado en la guerra contra Castilla. En el año 1333 Alfonso V requirió al baile de Daroca y los vecinos de Balconchán ayuda para reconstruirla. 

## Menciones en textos medievales aragoneses
Es mencionada en algunos textos del Libro Bermejo del Archivo Colegial de Daroca y como El Aldeyuela en un texto de 1441 relativo a los diezmos de Orcajo:

ex redditibus supradicte ecclesie seu ad priorem et capitulum pertinentibus pro sustentacione status sue dignitatis retineret prout sibi retinuit omnes decimas terminorum locorum de Fuset, de Villarguerrero et del Estobosa, qui sunt termini limitati d'El Forcaio et de Valconchan, et d'El Aldeyuela, et hominum dictorum locorum de Valconchan et d'El Aldeyuela, et hominum dictorum locorum de Valconchan et d'El Aldeyuela excolentium terras in termino prefate civitatis Daroce, omnisque alias decimas omnia tributa, iura, reddibus et proventus, ad dictum priorem in quisbuscumque terminis seu locis pertinentibus seu expectantibus voluit et expresse consenssit

Quiquidem termini sive hereditates dictorum terminorum, excoluntur per homines dicti loci del Forcaio, et alios pro tanto per hanc nostram diffinitivam sententiam pronunciamus, sentenciamus, decernimus ac declaramus ad dictum dominum priorem qui nunc est et eius succesores, solum et dumtaxat pertinere et expectare, ius percipiendi decimas omnes supradictorum terminorum locorum de Fuset, de Vilalguerrero et de La Scobosa, qui sunt termini limitati d'El Forcallo, de Valconchan et d'El Aldeyuela, et hominum dictorum locorum de Valconchan et d'El Aldeyuela, excollentium terras in termino dicte civitatis Daroce.

En el fogaje de 1495 hablan de esta otra Aldeyuela cuando tratan Orcajo y Santed:

el Investigador entre el pueblo de Santel y de Forcaxo falló quasi a medio camino una casa e Yglesia yermas que se dizia el Aldeyuela e falló ser despoblada e no era sino pardina sin gentes de lo qual por exhoneracíón de su officio e porque sí fuesse esta la de su memoria, e no la otra que se dize Aldeyuela, alias Tiestos, requirió se fecho acto público